# Lottie Hightower
Lottie Hightower (* September 1891 in Charleston (South Carolina) als Lottie Frost; † nach 1957) war eine amerikanische Jazzmusikerin (Piano).

## Leben
Frost begann mit zwölf Jahren Klavier zu spielen; sie erhielt auf einem Konservatorium in Boston eine Ausbildung. 1914 wurde sie in ihrer Geburtsstadt Pianistin im Dixieland Theater. Ab 1916 spielte sie in Henry Woodens Bon Tons. Mit Woodens Schlagzeuger Willie Richardson trat sie auch im Duo auf; ihre Darbietung des Memphis Blues war ein Publikumserfolg. Gemeinsam mit dem Trompeter Willie Hightower war sie 1917 als Begleiter der Vaudevilleshow The Smart Set tätig; nach drei Monaten heirateten sie. Das Paar arbeitete dann in Mississippi, um am Ende der Dekade mit Woodens Bon Tons zu arbeiten. 1921 zogen sie nach Chicago. Hightower spielte in den frühen 1920er Jahren in Chicagoer Bands. Dort gründete sie die Eudora Night Hawks, die sie leitete. 1925 bestanden die Night Hawks aus elf Musikern, darunter auch ihr Mann. Die Band nahm 1927 mit Richard M. Jones für das Label Black Patti auf – der Titel Squeeze Me wurde zusätzlich auch unter dem Pseudonym Duke Randall and his Boys veröffentlicht. Studs Terkel war von der Band tief beeindruckt. In den 1930er Jahren war sie als Theatermusikerin tätig. Um 1940 beendete sie ihre Aktivität als Musikerin.